# Margarita Starkevičiūtė
Margarita Starkevičiūtė (* 15. März 1956 in Jenisseisk) ist eine litauische Politikerin,   Europaparlamentsmitglied (2004–2009) für die Liberalų ir centro sąjunga und Mitglied in der Allianz der Liberalen und Demokraten für Europa.

## Leben
Starkevičiūtė erwarb 1978 einen Hochschulabschluss für Wirtschaftswissenschaften an der Fakultät für Industriewirtschaft der Universität Vilnius (VU) und promovierte 2001 zur Doktorin der Sozialwissenschaften (Wirtschaftswissenschaften) an der VU. Sie war zwischen 1979 und 1988 als leitende Sachverständige am Staatlichen Institut für Dienstleistungen und Veröffentlichungen tätig und arbeitete von 1990 bis 1995 als leitende Sachverständige und Beraterin für ausländische Investitionen im Gesundheitsministerium Litauens, im Landwirtschaftsministerium Litauens und im Bau- und Urbanistikministerium Litauens. 
Von 1994 bis 2001 war Starkevičiūtė an der Nationalen Wertpapierbörse und der zentralen staatliche Wertpapierverwahrstelle als Leiterin der Abteilung Marktanalyse und Leiterin der Forschungsgruppe tätig. Zudem unterrichtete Starkevičiūtė zwischen 1996 und 2001 als Dozentin sowie von 2002 bis 2004 als außerordentliche Professorin an der Internationalen Schule für Betriebswirtschaft der VU (VU TVM). 
2003 war Starkevičiūtė Mitglied des Redaktionskollegiums der Wirtschaftszeitschrift „Lietuvos ekonomikos apžvalga“.